# Убийство на Тибре
«Убийство на Тибре» (итал. Assassinio sul Tevere) — кинофильм.

## Сюжет
Во время встречи членов преступной банды убит один из её главарей, человек по имени Манфредо Руффини. Полицейские арестовывают невиновного Пину, основываясь на факте его недавней ссоры с убитым. Несмотря на противодействие прокурора, желающего поскорее закрыть дело, сержант Нико Джиральди вплотную, на свой страх и риск берётся за раскрытие убийства, не останавливаясь даже после своего отстранения от расследования.

## В ролях
- Томас Милиан — Джадд
- Марина Рипа ди Меана — Харви Вуд
- Роберта Манфреди — мисс Хатти
- Альберто Фарнезе — Фэй
- Массимо Ванни — шериф Мартин
- Марино Мазе  — Нарделли